# Рафал Земкевич
Рафал Земкевич (пол. Rafał Ziemkiewicz, 13 вересня 1964, Пясечно) — польський письменник-фантаст, журналіст, політичний та економічний оглядач, публіцист та діяч фандому. Рафал Земкевич також є співзасновником руху «Ендеція», яке є частиною політичного руху «Kukiz'15».

## Біографія

### Освіта
Рафал Земкевич закінчив факультет полоністики Варшавського університету в 1988 році.

### Літературна творчість
Як письменник-фантаст Рафал Земкевич дебютував у липні 1982 року оповіданням «Із пальцем на спусковому гачку» в тижневику «Odgłosy». У цьому ж році він здобув за оповідання «Cortex cerebri» нагороду за участь у конкурсі, організованому видавництвом «Nasza Księgarnia», журналом «Młody Technik», Молодіжною Видавничою Агенцією і SF-фан-клубом.
Рафал Земкевич є триразовим лауреатом премії імені Януша Зайделя за романи «Перчена доля катеринщика» (1995 рік) та «Вальс століття» (1998 рік), а також оповідання «Спляча королівна» (1996 рік).
Рафал Земкевич є також двократним лауреатом премії Сілезького Клубу Фантастики «Шльонкфа» під назвою «Творець року» (у 1990 і 1998 роках). Він також є співзасновником літературної групи «Trust», активним діячем клубу SFan, Польського товариства шанувальників фантастики та їх видання «SFera», а також членом «Klub Tfurców». Рафал Земкевич був головним редактором журналу «Fenix». Він також є членом Товариства Польських Письменників.

### Журналістика і публіцистика

#### Преса
Кар'єру публіциста Рафал Земкевич розпочав як автор фейлетонів тижневика «Najwyższy Czas!». З початку існування тижневика «Gazeta Polska» він співпрацював із цією газетою, в якій був завідувачем відділу цивілізації, а пізніше відділом публіцистики. У 1997 році Земкевич звільнився з редакції тижневика, та став незалежним публіцистом. Після цього він друкувався у тижневику «Wprost» (у 2001—2003 роках), а також виданнях «Newsweek Polska» (у 2003—2007 роках) і «Przewodnik Katolicki». Зрідка публікувався в тижневику «Polityka». Кілька років Рафал земкевич співпрацював із газетою «Rzeczpospolita». До листопада 2012 року Земкевич співпрацював із тижневиком «Uważam Rze»; покинув видання разом майже з усією редколегією на знак протесту проти редакційної політики власника видання, а також звільнення головного редактора видання Павла Лісіцького. Після цього разом із колишніми журналістами видання «Uważam Rze» став одним із засновників тижневика «Do Rzeczy».

#### Радіо
Рафал Земкевич працював журналістом і публіцистом на «Радіо Wawa» та 4-й програмі польського радіо. На радіо «Tok FM» він був ведучим публіцистичної програми, проте у 2005 році його звільнили з радіостанції за спосіб висвітлення під час виступу в радіопередачі свого судового процесу проти Адама Міхніка. Пізніше він співпрацював із радіостанцією «Vox FM», де він проводив ранковий огляд преси. Кілька років Рафал Земкевич співпрацював із громадським радіо («Jedynka», «Trójka», «Radio dla Ciebie»): на радіо «Jedynka» проводив щотижневу передачу «Rozmowy w Jedynce». У вересні 2013 повернувся до редколегії «Radio Plus», де увечері в четвер від 20.00 до 22.00 проводив авторську програму «Plusy dodatnie, plusy ujemne». Випуск програми завершився у 2016 році.

#### Телебачення
Рафал Земкевич був ведучим ранкової телепрограми «Кава чи чай» (пол. Kawa czy herbata) на TVP1. Він також співпрацював із TV Biznes. З вересня 2006 до лютого 2007 Земкевич вів на TVP1 щотижневу культурну програму «Ринг», яка входила до циклу передач першого польського каналу телебачення «Нема пробачення» (пол. Nie ma przebacz). На TVP Info він з жовтня 2007 року до 2008 року вів програму «Про що йдеться?» (пол. O co chodzi?), яку пізніше, у 2008—2011 роках, замінила інша його щотижнева авторська програма «Антисалон Земкевича». Також Рафал Земкевич на радіостанції TVP Historia був ведучим кількох циклів радіопередач: «Контроверсії» (де частим його гостем був професор Павел Вечоркевич), а з осені 2008 року вів програму «Поєдинок» (разом із Славомиром Сераковським). З 2011 до 2012 року Земкевич був ведучим циклу передач на польському телебаченні, які транслювались у вечірній час по вівторках, що мали назву «Інфо Теленовини-Гість» (пол. Info Dziennik – Gość). У січні 2013 року він входив до складу наглядової ради «Незалежного Телебачення S.A.», яка керувала телеканалом «Telewizja Republika». З травня 2013 року Земкевич веде на цьому телеканалі авторську передачу «Політичний салончик». З 1 липня 2013 року він є членом наглядової ради «Телебачення Республіка S.A.», яка керує T"elewizja Republika". У 2016 році він також був одним із ведучих публіцистично-сатиричної програми «Позаду погляду» (пол. W tyle wizji), яка виходила увечері по понеділках на каналі «TVP Info».

#### Інтернет
Рафал Земкевич на порталі Interia.pl щотижня публікує свіжий фейлетон.

#### Клуб Роніна
Рафал Земкевич разом із Юзефом Ожелом у січні 2007 року став засновником дискусійного політичного клубу, який отримав назву «Клуб Роніна».

### Політична діяльність
У 80-х роках ХХ століття Рафал Земкевич співпрацював із нелегальною друкарнею видавництва «Stop», у тому числі розповсюджував заборонені книжки на факультеті полоністики Варшавського університету. У 1993—1994 роках він був членом і прес-секретарем Унії Реальної Політики. У 1995 році як стипендіат National Foundation працював у центральних органах Республіканської партії США та в її місцевому прес-центрі в Сіетлі.
У квітні 2005 року Земкевич став почесним членом товариства КоЛібер. У червні 2013 року він став членом групи радників Народного Руху.
19 травня 2016 року, у Сеймі, Рафал Земкевич разом із кількома депутатами від руху «Kukiz'15» оголосив про створення політичного руху «Ендеція». У новому політичному об'єднанні Земкевич став головою Ради Старійшин.

### Сатиричні виступи
У 2007—2011 роках Рафал Земкевич виступав із Кабаре «Під Егідою», переважно в Центрі Культури Охоти. Його співпраця з кабаре розпочалась з виступів у програмі «Добре нам так», до участі в якому його намовив Ян Пєтшак. У цьому артистичному кабаре Земкевич переважно коментував у монологах різні події, переважно політичні, але також і з інших сфер життя. Під час однієї з телепередач «Шанс на успіх» (пол. Szansa na sukces) у вересні 2008 року, в якому непрофесійні актори виконували пісні з "Кабаре «Під Егідою», Рафал Земкевич був одним із членів журі, яке оцінювало учасників передачі.

## Політичні погляди
Рафал Земкевич декларує свої політичні погляди як «сучасний ендек», а також як консервативно-ліберальний публіцист. Одночасно він також висловлює несприйняття таких політичних течій, як рух навколо «Radio Maryja», та дистанціюється від явної підтримки конкретних політичних партій, підкеслюючи повсюдно свої політичні погляди як праві. В економіці Рафал Земкевич є прихильником вільного ринку, також він є прихильником відходу від сучасних культурних змін, та повернення давніх традицій.
Земкевич критикує із позиції ендеків керівників польських повстань ХІХ століття, а також урядів режиму санації ІІ Речі Посполитої, вважаючи їх головними винуватцями поразки Польщі у вересневій кампанії 1939 року. Він також вважає, разом із Пьотром Зиховичем, що Польщі перед початком Другої світової війни слід було укасти тактичний союз із Третім рейхом проти Радянського Союзу. Критики звинувачують Земкевича в тому, що він мав би вказати, що ендеки є співвідповідальними за задушливу політичну атмосферу у Польщі перед початком Другої світової війни. Окрім того, в творах Земкевича присутня критика уряду сучасної Польщі, який вважає сучасну епоху продовженням епохи Польської Народної Республіки, а також вважає, що сучасне суспільство Польщі знаходиться під сильним впливом неформальних угруповань, які вийшли із спецслужб соціалістичної епохи..

## Особисте життя
Рафал Земкевич уперше одружився під час навчання в університеті. Після 14 років подружнього життя він розлучився, пізніше одружився з польською акторкою Александрою Цеєк. Він є батьком двох доньок і молодшим братом Павла Земкевича.

## Премії та нагороди
Рафал Земкевич є дворазовим лауреатом премії «Шльонкфа» як «Творець року» (у 1990 і 1998 роках), триразовим лауреатом премії імені Януша Зайделя (1995, 1996, 1998 роки), премії «Сфінкс» (1997 року). У 2007 році Рафал Земкевич був нагороджений Бронзовою медаллю «За заслуги в культурі Gloria Artis». Окрім того, Земкевич у 2001 році отримав Премію Киселя, а в 2016 році — премію «артРоніна».

## Твори

### Романи та повісті
- Wybrańcy Bogów (1991)
- Pieprzony los Kataryniarza (1995)
- Walc stulecia (1998)
- Ciało obce (2005)
- Ognie na skałach (2005)
- Żywina (2008)
- Zgred (2011).

### Збірки оповідань
- Władca szczurów (1987, оповідання: «Cortex cerebri», «Pilot», «Prezydent», «Łąka», «Władca szczurów», «Głosy z oddali», «Labirynt», «Hellas — III», «Notatnik I—VI»)
- Skarby stolinów (1990, оповідання — «Hrebor Cudak», mikropowieść — «Skarby stolinów», «Uwagi tłumacza»)
- Zero złudzeń (1991, opowiadania: «Hellas — III», «Ciśnienie», «Historia», «Człowiek w pociągu», «Zero złudzeń», «Strach», «Mięso kobiet», «Jawnogrzesznica», «Szosa na Zaleszczyki», «Notatnik VII—XIII»)
- Czerwone dywany, odmierzony krok (1996, оповідання: «Źródło bez wody», «Pięknie jest w dolinie», «Czerwone dywany, odmierzony krok», «Śpiąca królewna»)
- Śpiąca królewna (2001, аудіокнига)
- Cała kupa wielkich braci (2002, оповідання: «Żywa gotówka», «Cała kupa wielkich braci», «Pobożne życzenie», «Żadnych marzeń», «Ostatnie słowo», «Jawnogrzesznica», «Godzina przed świtem», «Koszt uzyskania»)
- Coś mocniejszego (2006, оповідання: «Żywa gotówka», «Akwizytor», «Cała kupa wielkich braci», «Pobożne życzenie», «Żadnych marzeń», «Coś mocniejszego», «Ostatnie słowo», «Eliksir szczęścia», «Człowiek w pociągu», «Jawnogrzesznica», «Czerwone dywany, odmierzony krok», «Pięknie jest w dolinie», «Niezły», «Pokój naszych czasów», «Godzina przed świtem», «Tańczący mnich», «Bejbiś™», «Dobra wróżka», «W południe», «Szybki montaż»)
- Władca Szczurów (2012, оповідання: «Pilot», «Jedenaście piszczałek» [Notatnik II], «Prezydent», «Sobowtór» [Notatnik III], «Łąka», «Głosy z oddali», «IQ» [Notatnik VI], «Władca Szczurów», «Hellas III», «Misja specjalna» [Notatnik VII], «Ciśnienie», «Historia», «Patronka» [Notatnik IX], «Człowiek w pociągu», «Wąwóz Roncesvalles» [Notatnik X], «Zero złudzeń», «Strach», «Szosa na Zaleszczyki», «Legenda o Królu Arturze» [Notatnik XIII], «Źródło bez wody», Posłowie).

#### Публіцистичні видання
- Zero zdziwień (1995)
- Viagra mać (2002)
- Frajerzy (2003)
- Polactwo (2004)
- Michnikowszczyzna. Zapis choroby 2006)
- Czas wrzeszczących staruszków (2008)
- W skrócie (2009)
- W sieci (2009)
- Wkurzam Salon (2011)
- Myśli nowoczesnego endeka (2012)
- Uwarzałem że (2013)
- Jakie piękne samobójstwo (2014)
- Życie seksualne lemingów (2015)
- Pycha i Upadek (2015)
- Złowrogi cień Marszałka (2017).
- Sanacja czy Demokracja (2017)